# Leonard Tupamahu
Leonard Tupamahu (sinh ngày 9 tháng 7 năm 1983 ở Jakarta, Indonesia) là một cầu thủ bóng đá người Indonesia. Hiện tại anh thi đấu cho Borneo F.C. ở Liga 1.

## Sự nghiệp
Anh từng thi đấu cho Persija từ năm 2004 đến năm 2009. Năm 2009, anh cũng thi đấu bóng đá trong nhà cho Biangbola ở Indonesian Futsal League. Năm 2010, anh gia nhập Arema Malang. Ngày 12 tháng 12 năm 2014, anh gia nhập Barito Putera.